# Sunset Beach (Caroline du Nord)
Sunset Beach est une ville américaine située dans le comté de Brunswick dans l'État de Caroline du Nord. En 2010, sa population était de 3 572 habitants.

## Démographie
| 1970 | 1980 | 1990 | 2000  | 2010  | - |
| ---- | ---- | ---- | ----- | ----- | - |
| 108  | 304  | 311  | 1 824 | 3 572 | - |

## Traduction
- (en) Cet article est partiellement ou en totalité issu de l’article de Wikipédia en anglais intitulé « Sunset Beach, North Carolina » (voir la liste des auteurs).